# Маргаритис Схинас
Маргарѝтис Схина̀с (на гръцки: Μαργαρίτης Σχοινάς) е гръцки политик от партията „Нова демокрация“.

## Биография
Роден е на 28 юли 1962 година в Солун. През 1985 година получава бакалавърска степен от Солунския университет, през 1986 година завършва Европейския колеж в Брюге, а през 1987 година защитава магистратура по публична администрация в Лондонското училище по икономика. След това работи като чиновник в апарата на Европейската комисия. През 2007 – 2009 година е депутат в Европейския парламент, след което се връща в Комисията, където стига до поста заместник генерален директор на Генералната дирекция за комуникация. От 1 декември 2019 година е заместник-председател на Комисията „Фон дер Лайен“.